# Пасынкова, Александра Аркадьевна
Александра Аркадьевна Пасынкова (род. 14 апреля 1987, Свердловск) — российская волейболистка, нападающая, двукратная чемпионка Европы, мастер спорта международного класса.

## Биография
Александра Пасынкова начинала заниматься волейболом в Екатеринбурге у тренера Юрия Николаевича Филимонова. В 2002 году вошла в состав созданной по инициативе «Уралочки» команды «Динамо» (Московская область) и по ходу сезона 2002/03 годов выступала не только за «Динамо» в высшей лиге «А», но также привлекалась к матчам «Уралочки» в Лиге чемпионов.
Со следующего сезона Александра Пасынкова защищала цвета «Уралочки» в Суперлиге, в 2004 и 2005 годах становилась чемпионкой России. В 2005-м, когда команда Николая Карполя завоевала чемпионский титул, по сей день остающийся последним в её истории, 18-летняя Пасынкова уже являлась стабильным игроком стартового состава.
Прогресс в игре волейболистки позволил ей получить приглашение в сборную России, которую в том же году возглавил Джованни Капрара. Александра входила в заявку на товарищеский турнир в итальянском Курмайёре и Кубок Бориса Ельцина.
Проблемы с плечом не позволили ей принять участие в новых стартах российской команды, а в дальнейшем — закрепиться в её составе. С 2006 по 2011 годы Пасынкова постоянно входила в расширенную заявку сборной России, в 2008 году играла на двух официальных турнирах — Олимпийских играх в Пекине и отборочном турнире Гран-при в Омске.
Летом 2010 года Александра перенесла операцию на плече и в двух сезонах — до и после операции — играла за «Уралочку» в основном на позиции либеро. В сезоне-2012/13 переняла капитанские функции в команде из Екатеринбурга у знаменитой Евгении Эстес.
В 2013 году вернулась в состав сборной России и сыграла во всех турнирах с её участием. Александра Пасынкова стала серебряным призёром традиционного турнира «Монтрё Волей Мастерс», выиграла Кубок Бориса Ельцина, завоевала золотые медали на Всемирной Универсиаде в Казани и чемпионате Европы.
В мае 2014 года перешла из «Уралочки» в краснодарское «Динамо». Летом того же года в составе сборной России стала серебряным призёром Кубка Бориса Ельцина и выиграла бронзу Гран-при. На чемпионате мира в Италии Александра Пасынкова травмировала плечо во встрече второго группового этапа против сборной Турции и не смогла сыграть в оставшихся матчах турнира, на котором сборная России не пробилась в полуфинал.
В октябре 2015 года Александра Пасынкова в составе сборной России во второй раз завоевала золотую медаль на чемпионате Европы.
В июле 2016 года подписала контракт с клубом «Сахалин» (Южно-Сахалинск) — дебютантом российской Суперлиги. В первом матче национального чемпионата за новую команду получила разрыв ахиллова сухожилия и выбыла из строя до конца сезона.
В июле 2017 года Александра Пасынкова перешла в саратовский «Протон». В первом же матче сезона получила травму колена и вновь выбыла до конца сезона. Спустя год была приглашена в «Динамо-Казань». В 2019 году покинула команду.

## Достижения

### Со сборными
- 2-кратная чемпионка Европы (2013, 2015).
- Чемпионка Всемирной Универсиады (2013).
- Серебряный (2015) и бронзовый (2014) призёр Гран-при.
- Обладательница Кубка Ельцина (2005, 2008, 2009, 2013, 2015), серебряный призёр Кубка Ельцина (2014).
- Серебряный призёр «Монтрё Волей Мастерс» (2013).
- Серебряный призёр чемпионата Европы среди девушек (2003).
- Бронзовый призёр молодёжного чемпионата Европы (2004).

### В клубной карьере
- Чемпионка России (2003/04, 2004/05), бронзовый призёр чемпионата России (2007/08, 2008/09, 2011/12, 2015/16).
- Обладательница Кубка России (2014, 2015), бронзовый призёр Кубка России (2018).
- Обладательница Кубка Европейской конфедерации волейбола (2014/15, 2015/16), финалистка Кубка CEV (2008/09, 2013/14).
- Финалистка клубного чемпионата мира (2015).

## Награды
- Почётная грамота Президента Российской Федерации (19 июля 2013 года) — за высокие спортивные достижения на XXVII Всемирной летней универсиаде 2013 года в городе Казани[10].